# لنگ (ماسال)
لنگ یک منطقهٔ مسکونی در ایران است که در استان گیلان واقع شده‌است. براساس سرشماری مرکز آمار ایران در سال ۱۳۹۵، لنگ ۴۵۸ نفر جمعیت دارد.